# Briefmarken-Jahrgang 1956 des Saarlandes
Der Briefmarken-Jahrgang 1956 des Saarlandes umfasste 11 Sondermarken. Dauermarken wurden in diesem Jahr keine herausgegeben.

## Besonderheiten
Nach dem Zweiten Weltkrieg war das Saarland von Dezember 1947 bis Ende 1956 ein teilautonomes Land unter dem Protektorat Frankreichs. Da es (bis Juli 1959) wirtschaftlich an Frankreich angegliedert war, galt der Französische Franken als Währung.

## Liste der Ausgaben und Motive
Legende
- Bild: Eine bearbeitete Abbildung der genannten Marke. Das Verhältnis der Größe der Briefmarken zueinander ist in diesem Artikel annähernd maßstabsgerecht dargestellt. Sollten keine Marken abgebildet sein, liegt es daran, dass das Urheberrecht des Künstlers noch nicht erloschen ist.
- Beschreibung: Eine Kurzbeschreibung des Motivs und/oder des Ausgabegrundes. Bei ausgegebenen Serien oder Blocks werden die zusammengehörigen Beschreibungen mit einer Markierung versehen eingerückt.
- Wert: Der Frankaturwert der einzelnen Marke in Saar-Franken. Ein „+“ bedeutet, dass es sich um eine Zuschlagsmarke handelt (= Frankaturwert + Spende).
- Ausgabedatum: Das Datum des erstmaligen Verkaufs dieser Briefmarke.
- Gültig bis: Das Datum, an dem die Gültigkeit endete.
- Auflage: Soweit bekannt, wird hier die zum Verkauf angebotene Anzahl dieser Ausgabe angegeben.
- Entwurf: Soweit bekannt, wird hier angegeben, von wem der Entwurf dieser Marke stammt.
- Mi.-Nr.: Diese Briefmarke wird im Michel-Katalog unter der entsprechenden Nummer gelistet.

| Sondermarken | |                |                       |                   |           |                                       |       |
| Bild         | Beschreibung | Werte in Franc | Ausgabe- datum (1956) | gültig bis        | Auflage   | Entwurf                               | MiNr. |
|              | Saarmesse Industriesymbole und Messe-Emblem                                                                      | 15             | 14. April             | 30. Juni 1957     | 1.000.000 | H. Ring                               | 368   |
|              | Tag der Briefmarke Fernmeldeturm Saarbrücken                                                                     | 15             | 6. Mai                | 30. Juni 1957     | 1.000.000 | Hermann Mees                          | 369   |
|              | Rotes Kreuz Historischer Verbandsplatz der Schlacht bei Spichern, 1870, Zeichnungsdetail von Carl Röchling       | 15+5           | 7. Mai                | 30. Juni 1957     | 900.000   | Hermann Mees                          | 370   |
|              | Olympische Sommerspiele 1956 in Melbourne - Jünglingskopf der Statue eines Siegers von Benevent, (Louvre, Paris) | 12+3           | 25. Juli              | 31. Dezember 1958 | 1.300.000 | Französische Postwertzeichendruckerei | 371   |
|              | - Jünglingskopf der Statue eines Siegers von Benevent (Louvre, Paris)                                            | 15+5           | 25. Juli              | 31. Dezember 1958 | 1.300.000 | Französische Postwertzeichendruckerei | 372   |
|              | Wiederaufbau saarländischer Denkmäler - Winterbergdenkmal (vor der Zerstörung)                                   | 5+2            | 29. Oktober           | 31. Dezember 1958 | 1.115.478 | Französische Postwertzeichendruckerei | 373   |
|              | - Winterbergdenkmal (vor der Zerstörung)                                                                         | 12+3           | 29. Oktober           | 31. Dezember 1958 | 1.111.486 | Französische Postwertzeichendruckerei | 374   |
|              | - Winterbergdenkmal (vor der Zerstörung)                                                                         | 15+5           | 29. Oktober           | 31. Dezember 1958 | 1.108.077 | Französische Postwertzeichendruckerei | 375   |
|              | Volkshilfe - Giovanni Antonio Boltraffio: La belle ferronnière                                                   | 5+3            | 10. Dezember          | 31. Dezember 1958 | 1.000.000 | Französische Postwertzeichendruckerei | 376   |
|              | - Rembrandt: Saskia van Uylenburgh                                                                               | 10+5           | 10. Dezember          | 31. Dezember 1958 | 1.000.000 | Französische Postwertzeichendruckerei | 377   |
|              | - Frans van Floris: Familie van Berchem, Ausschnitt Spinett spielende Frau                                       | 15+7           | 10. Dezember          | 31. Dezember 1958 | 1.000.000 | Französische Postwertzeichendruckerei | 378   |